# Noureddine Morceli
Noureddine Morceli, Arabisch:نور الدين مرسلي, (Ténès, 28 februari 1970) is een voormalige Algerijnse middellangeafstandsloper, die gespecialiseerd was in de 1500 m. Op deze afstand werd hij olympisch kampioen, viermaal wereldkampioen (driemaal outdoor en eenmaal indoor) en verbeterde hij tweemaal het wereldrecord op deze afstand. Tussen 1992 en 1996 was hij in 45 finales op de 1500 m en de Engelse mijl ongeslagen. In totaal liep hij zeven wereldrecords over diverse afstanden van 1000 m tot 3000 m. Ook heeft hij het wereldjeugdrecord U23 in handen op de 1000 m en de Engelse mijl.

## Biografie

### Eerste junior- en seniorsuccessen
Morceli studeerde in Riverside. Tijdens de winter ging hij meestal terug naar deze plaats om door te kunnen blijven trainen. Hij werd gecoacht door zijn oudere broer en tevens atleet Abderrahmane Morceli (PR 1500 m = 3.36,26 in 1977).
Na het winnen van een zilveren medaille op de wereldkampioenschappen voor junioren in 1988 nam zijn carrière een vogelvlucht. In 1990 liep Noureddine Morceli de beste jaarprestatie van 3.32,60 en sindsdien domineerde hij de internationale wedstrijden. Op 28 februari 1991 liep hij een wereldindoorrecord van 3.34,16. Slechts negen dagen later won hij op de wereldindoorkampioenschappen een gouden medaille. Het hele outdoorseizoen was hij ongeslagen. Bij verschillende Grand Prix wedstrijden finishte hij rond de 3 minuten en 31 seconden. Op 21-jarige leeftijd was hij op de wereldkampioenschappen van 1991 in Tokio de grote favoriet. Hij won op eenvoudige wijze zijn eerste outdoor-wereldtitel in 3.32,84 en versloeg hiermee de Keniaan Wilfred Kirochi (zilver; 3.34,84) en de Duitser Hauke Fuhlbrügge (brons; 3.35,28). Zijn overwinning heeft hij met name te danken aan zijn laatste 300 m, die hij aflegde in 39 seconden.

### Wereldrecords, maar geen olympische titel
Begin 1992 verbeterde Morceli het wereldindoorrecord op de 1000 m naar 2.15,26. Hierna kon hij bijna niet anders dan goud winnen bij zijn olympische debuut op de Olympische Spelen van Barcelona dat jaar. Vlak voor de Spelen verloor hij onverwachts van Gennaro di Napoli in Rome en David Kibet in Oslo. Dit waren voortekenen dat hij in mindere vorm was dan het jaar tevoren. In de halve finale van de 1500 m op de Olympische Spelen maakte hij een sterke indruk. De finale werd met een verbluffend lage snelheid begonnen. De eerste 800 m verliepen langzamer dan de vrouwenfinale. Na deze ongebruikelijke snelheid voor Noureddine Morceli volgde een geweldige sprint op de laatste 800 m, waarbij Morceli het nakijken had. Hij kwam uiteindelijk op een teleurstellende zevende plaats over de finish. Slechts drie dagen later liep hij de beste jaarprestatie in Monaco en een week later verbeterde hij in Zürich zijn persoonlijk record naar 3.30,76. In september 1992 verbeterde hij het wereldrecord op de 1500 m opnieuw naar 3.28,86 in Rieti.
Op de wereldkampioenschappen van 1993 in Stuttgart verliep de 1500 m eveneens langzaam. Dit keer controleerde Noureddine Morceli de wedstrijd en versloeg het veld met een slotronde van 50,6 seconden. In datzelfde jaar verbeterde hij in Rieti het wereldrecord op de mijl naar 3.44,39.

### Nieuwe wereldrecords en wereldtitels
In 1994 was Morceli op zoek naar een nieuwe uitdaging. Zijn ogen waren gericht op de 3000 m, waarop hij op 2 augustus tijdens een wedstrijd in Herculis het wereldrecord verpulverde naar 7.25,11. Dit was een verbetering van 3,85 seconden. Aangemoedigd door de prestatieontwikkeling van Moses Kiptanui besloot hij een poging te wagen het wereldrecord van Haile Gebrselassie aan te vallen. Met 13.03,85 mislukte dit jammerlijk, maar hij wist de wereld met een slotronde van 51,97 opnieuw te verbazen. Ook won hij dat jaar de Grand Prix Finale (overall). In het jaar erop liep hij opnieuw twee wereldrecords. Eerst verbeterde hij het record van Saïd Aouita op de 2000 m naar 4.47,88. Daarna verbeterde hij zijn eigen record op de 1500 m naar 3.27,37. Op de WK van 1995 in Göteborg verdedigde hij zijn wereldtitel met succes.

### Olympisch kampioen
Op de Olympische Spelen van 1996 in Atlanta behaalde Noureddine Morceli het grootste succes van zijn atletiekcarrière. Op de 1500 m werd er gelopen in een dicht opeengepakte groep. Nadat zijn grootste concurrent Hicham El Guerrouj bij het ingaan van de laatste ronde ten val was gekomen, voerde hij het tempo op en won de wedstrijd in 3.35,78. Het zilver ging naar de Spanjaard Fermín Cacho (3.36,40) en het brons naar de Keniaan Stephen Kipkorir (3.36,72). Huilend bereikte El Guerrouj als allerlaatste de finish. Ik dacht toen: "dit is het einde van mijn carrière." Later bleek dat dit anders uitpakte en dat nog vele grote successen zouden volgen.
Zijn laatste wedstrijd liep Morceli op de Olympische Spelen van 2000 in Sydney. Hierbij werd hij in de halve finale uitgeschakeld.
In 2013 werd ze opgenomen in de IAAF Hall of Fame.

## Titels
- Olympisch kampioen 1500 m - 1996
- Wereldkampioen 1500 m - 1991, 1993, 1995
- Wereldindoorkampioen 1500 m - 1991
- Magreh kampioen 1500 m - 1990
- Pan-Arabisch juniorenkampioen 1500 m - 1988

## Wereldrecords
| Onderdeel             | Prestatie | Datum            | Plaats     |
| --------------------- | --------- | ---------------- | ---------- |
| 1500 m (outdoor)      | 3.28,86   | 6 september 1992 | Rieti      |
| 1500 m (outdoor)      | 3.27,37   | 12 juli 1995     | Nice       |
| 1 Eng. mijl (outdoor) | 3.44,39   | 5 september 1993 | Rieti      |
| 2000 m (outdoor)      | 4.47,88   | 3 juli 1995      | Parijs     |
| 3000 m (outdoor)      | 7.25,11   | 2 augustus 1994  | Monaco     |
| 1000 m (indoor)       | 2.15,26   | 22 februari 1992 | Birmingham |
| 1500 m (indoor)       | 3.34,16   | 28 februari 1991 | Sevilla    |

## Persoonlijke records
Outdoor
| Onderdeel   | Prestatie       | Datum            | Plaats            |
| ----------- | --------------- | ---------------- | ----------------- |
| 800 m       | 1.44,79         | 29 juli 1991     | Annaba            |
| 1000 m      | 2.13,73         | 2 juli 1993      | Villeneuve-d'Ascq |
| 1500 m      | 3.27,37 (ex-WR) | 12 juli 1995     | Nice              |
| 1 Eng. mijl | 3.44,39 (ex-WR) | 5 september 1993 | Rieti             |
| 2000 m      | 4.47,88 (ex-WR) | 3 juli 1995      | Parijs            |
| 3000 m      | 7.25,11 (ex-WR) | 2 augustus 1994  | Monaco            |
| 5000 m      | 13.03,85        | 17 augustus 1994 | Zürich            |

Indoor
| Onderdeel   | Prestatie       | Datum            | Plaats     |
| ----------- | --------------- | ---------------- | ---------- |
| 1000 m      | 2.15,26 (ex-WR) | 22 februari 1992 | Birmingham |
| 1500 m      | 3.34,16 (ex-WR) | 28 februari 1991 | Sevilla    |
| 1 Eng. mijl | 3.50,70         | 20 februari 1993 | Birmingham |

## Palmares

### 1500 m
Kampioenschappen
- 1988:  Pan-Arabische juniorenkampioenschappen - 3.48,8
- 1988:  WJK - 3.46,93
- 1991:  WK indoor - 3.41,57
- 1991:  Grand Prix Finale - 3.34,48
- 1991:  WK - 3.32,84
- 1992: 7e OS - 3.41,70
- 1993:  Grand Prix Finale - 3.31,60
- 1993:  Middellandse Zeespelen - 3.29,20
- 1993:  WK - 3.34,24
- 1994:  Grand Prix Finale - 3.40,89
- 1994:  Wereldbeker - 3.34,70
- 1995:  WK - 3.33,73
- 1996:  Grand Prix Finale - 3.39,69
- 1996:  OS - 3.35,78
- 1997: 4e WK - 3.37,37

Golden League-podiumplekken
- 1999:  Meeting Gaz de France – 3.30,91
- 1999:  Herculis – 3.30,95

### 1 Eng. mijl
- 1990:  Grand Prix Finale - 3.53,28
- 1994:  Goodwill Games - 3.48,67
- 1998:  Goodwill Games - 3.53,39

### veldlopen
- 1988: 9e WK junioren - 24.45
- 1989: 26e WK junioren - 27.05

## Onderscheidingen
- IAAF-atleet van het jaar - 1994
- IAAF Hall of Fame - 2013

1896: Teddy Flack ·
1900: Charles Bennett ·
1904: Jim Lightbody ·
1908: Mel Sheppard ·
1912: Arnold Jackson ·
1920: Albert Hill ·
1924: Paavo Nurmi ·
1928: Harri Larva ·
1932: Luigi Beccali ·
1936: Jack Lovelock ·
1948: Henry Eriksson ·
1952: Josy Barthel ·
1956: Ron Delany ·
1960: Herb Elliott ·
1964: Peter Snell ·
1968: Kipchoge Keino ·
1972: Pekka Vasala ·
1976: John Walker ·
1980: Sebastian Coe ·
1984: Sebastian Coe ·
1988: Peter Rono ·
1992: Fermín Cacho ·
1996: Noureddine Morceli ·
2000: Noah Ngeny ·
2004: Hicham El Guerrouj ·
2008: Asbel Kiprop ·
2012: Taoufik Makhloufi ·
2016: Matthew Centrowitz ·
2020: Jakob Ingebrigtsen ·
2024: Cole Hocker
1983 Steve Cram ·
1987 Abdi Bile ·
1991 Noureddine Morceli ·
1993 Noureddine Morceli ·
1995 Noureddine Morceli ·
1997 Hicham El Guerrouj ·
1999 Hicham El Guerrouj ·
2001 Hicham El Guerrouj ·
2003 Hicham El Guerrouj ·
2005 Rashid Ramzi ·
2007 Bernard Lagat ·
2009 Yusuf Saad Kamel ·
2011 Asbel Kiprop ·
2013 Asbel Kiprop ·
2015 Asbel Kiprop ·
2017 Elijah Manangoi ·
2019 Timothy Cheruiyot ·
2022 Jake Wightman ·
2023 Josh Kerr